# 람보르기니 V10
람보르기니 V10(영어: Lamborghini V10)은 2003년에 최초로 판매된 람보르기니의 엔진이다.
람보르기니 V10 엔진의 이름은 1988년형 P140과 1995년 Calà의 컨셉트 카에서 유래되었다. 둘 다 배기량 3.9 리터 엔진을 장착했다. 2000년대 초, 람보르기니는 프로젝트를 재개하고 배기량을 늘려 엔진을 재설계했다.
크랭크 케이스와 실린더 블록은 Audi Hungaria Zrt에서 제작되었다. 헝가리 Győr의 공장에서 최종 조립은 이탈리아 Sant'Agata Bolognese에서 수행된다.엔진은 90 ° V 각도를 가지며, 일반적으로 생산 엔진의 경우 드라이 섬프 윤활 시스템을 사용하여 엔진의 무게 중심을 낮게 유지한다.

## 사양
엔진 구성
- 90 ° V10 엔진; 건식 섬프 윤활 시스템[3]

엔진 배기량 등
- 5.0-4,961 입방 센티미터 (302.7 입방 인치); 보어 x 스트로크 : 82.5 x 92.8mm (3.25 인치 x 3.65 인치). 로드 길이는 154mm이다. (로드 / 스트로크 비율 : 1.65), 실린더 당 496.1cc; 압축비: 11.5 : 1[3]

## 적용 차종
2019년 현재 1세대 가야르도 이후 람보르기니 라인업의 모든 V10은 5.2리터 모델을 사용하고 있다.
람보르기니
- Gallardo LP 550-2
- 가야르도 LP 550-2 Spyder
- 가야르도 LP 560-4
- 가야르도 LP 560-4 스파이더
- 가야르도 LP 570-4 슈퍼레제라 Edizione Technica
- 가야르도 LP 570-4 스파이더 Performante Edizone Technica
- 가야르도 LP 570-4 Squadra Corse
- 가야르도 LP 550-2 Bicolore
- 가야르도 LP 550-2 Tricolore
- 가야르도 LP 570-4 슈퍼 트로페오 스트라달레
- 가야르도 GT3-R
- 가야르도 LP 600 GT3
- 세스토 엘레멘토
- 에고이스타
- 우라칸 LP 610-4 Avio
- 우라칸 LP 580-2
- 우라칸 LP 580-2 스파이더
- 우라칸 LP 610-4 스파이더
- 우라칸 LP 610-4
- 우라칸 LP 620-2 슈퍼 트로페오
- 우라칸 GT3
- 우라칸 슈퍼 트로페오 에보
- 우라칸 LP 640-4 퍼포먼스
- 우라칸 LP 640-4 퍼포먼스 스파이더
- 우라칸 LP 640-4 에보
- 우라칸 LP 610-2 에보 RWD
- 우라칸 GT3 Evo
- 아스테리온 LPI 910-4
- 우루스 컨셉트

아우디
- R8 V10
- S8 D3
- S6 C6
- RS 6 C6

## 같이 보기
- 람보르기니 V12
- 폭스바겐 그룹의 가솔린 엔진 목록